# Isocyamus antarcticensis
Isocyamus antarcticensis is een vlokreeftensoort uit de familie van de Cyamidae. De wetenschappelijke naam van de soort is voor het eerst geldig gepubliceerd in 1982 door Vlasova in Berzin & Vlasova.